# Notonykia africanae
Notonykia africanae Nesis, Roeleveld & Nikitina, 1998 è una specie di calamaro appartenente alla famiglia Onychoteuthidae ed è la specie tipo del genere Notonykia.

## Descrizione
La lunghezza massima del mantello registrata per N. africanae è di almeno 180 mm. I tentacoli raggiungono circa il 70% della lunghezza del mantello e presentano tra 14 e 20 uncini sulle clave. Le braccia variano in lunghezza dal 27% al 45% della lunghezza del mantello per il primo paio, e dal 33% al 55% per le braccia dal secondo al quarto paio, ciascuna dotata di 50-60 ventose.

## Distribuzione e habitat
Questa specie è distribuita nelle acque meridionali al largo dell'Australia, Tasmania, Nuova Zelanda e Sudafrica. In particolare, nelle acque della Tasmania, N. africanae è stato rinvenuto in zone offshore, con registrazioni al largo della costa meridionale. È stato inoltre identificato attraverso il ritrovamento di becchi nei contenuti stomacali di cetacei spiaggiati.

## Tassonomia
Il genere Notonykia comprende due specie riconosciute:
- Notonykia africanae Nesis, Roeleveld & Nikitina, 1998
- Notonykia nesisi Bolstad, 2007

Queste specie sono caratterizzate da un numero intermedio di pieghe occipitali, un numero ridotto di uncini sulle clave tentacolari e un numero elevato di ventose (30-40) sulla porzione distale delle stesse.

## Conservazione
Secondo la Lista Rossa dell'IUCN, N. africanae è classificato come «Dati insufficienti» (Data Deficient, DD), indicando che le informazioni disponibili sono inadeguate per una valutazione diretta del rischio di estinzione.